# Inflation Reduction Act
De Inflation Reduction Act (IRA) van 2022 is een belangrijke Amerikaanse wet die onder meer binnenlandse investeringen in groene energie stimuleert door middel van subsidies en belastingverminderingen. De wet werd door het Amerikaanse Congres goedgekeurd en vervolgens ondertekend door president Joe Biden op 16 augustus 2022.

## Ontstaan en goedkeuring

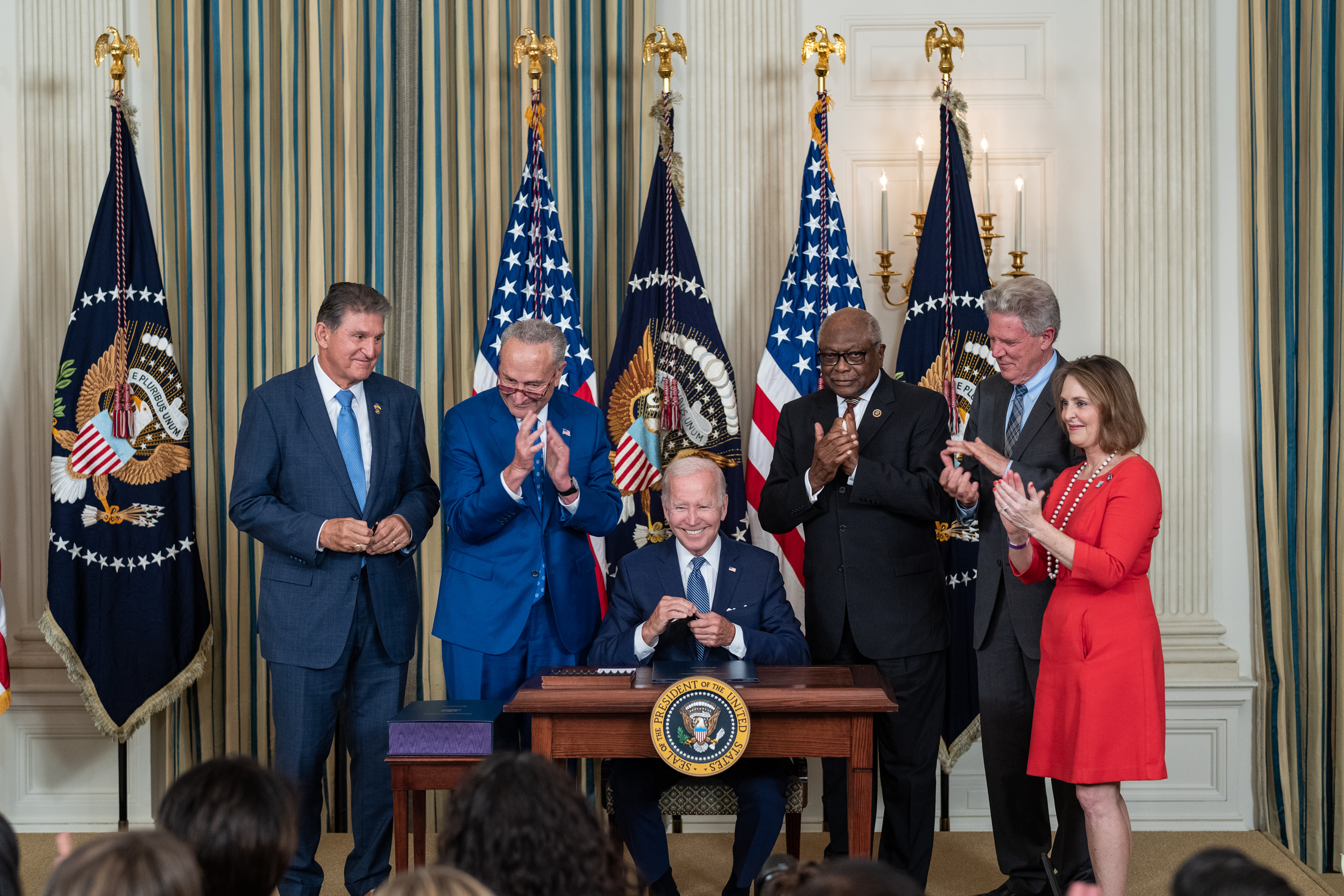
President Joe Biden tekent de wet in het Witte Huis op 16 augustus 2022 in het bijzijn van senatoren Manchin en Schumer en volksvertegenwoordigers Clyburn, Pallone en Castor (v.l.n.r.).

De wet is ontstaan uit wat eerst eind 2021 als de "Build Back Better Act" werd ingediend in het 117e Amerikaans Congres en goedgekeurd door het Huis van Afgevaardigden met 220 stemmen voor en 213 stemmen tegen, quasi volledig volgens de partijlijn Democraten versus Republikeinen. De Build Back Better Act zou zo'n 2,2 biljoen dollar kosten voor zowel klimaatbeleid als sociaal beleid.
Na tegenstand van senator Joe Manchin (een conservatieve Democraat) omwille van de grote overheidsuitgaven werd er onderhandeld met senator Chuck Schumer (de leider van de Democraten in de Senaat) en werd de wet gewijzigd. De Senaat keurde de gewijzigde wet onder de naam Inflation Reduction Act goed met 51 stemmen voor en 50 stemmen tegen (vicepresident Kamala Harris gaf de beslissende stem).

## Inhoud

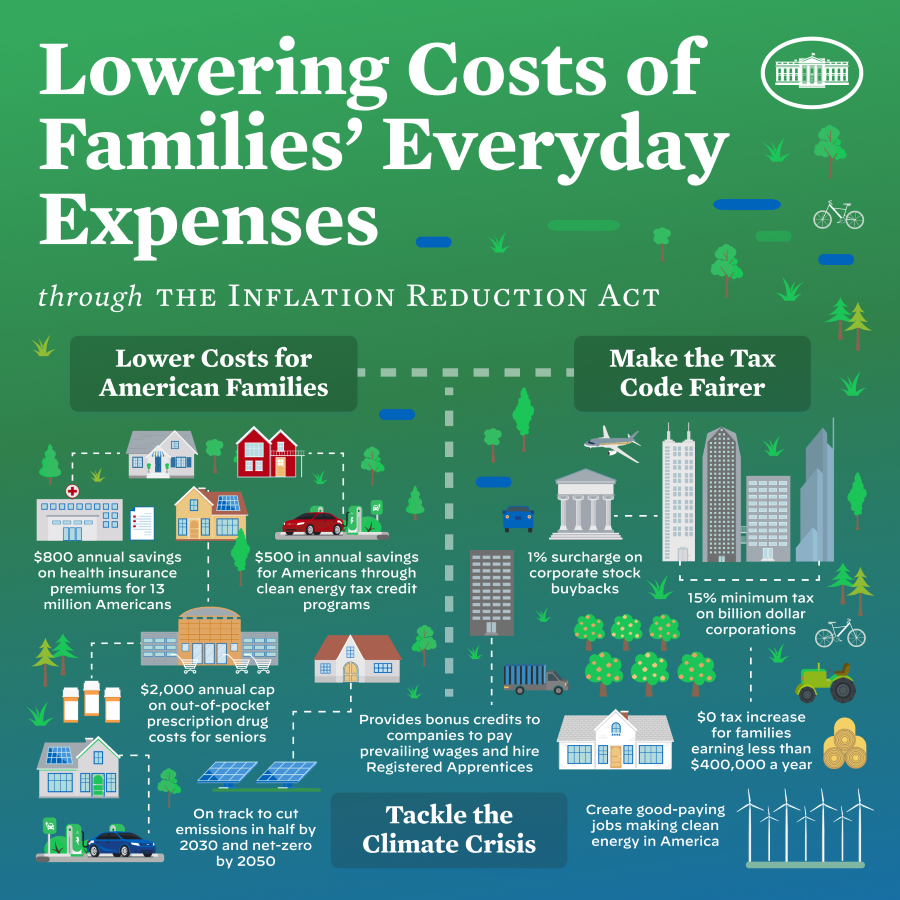
Afbeelding die de Inflation Reduction Act samenvat

De wet voorziet gedurende 10 jaar enerzijds 738 miljard dollar aan inkomsten door belastinghervorming en een verlaging van de kosten van medicatie en anderzijds 891 miljard dollar aan uitgaven, waaronder 738 miljard voor energie en klimaatbeleid.
Dankzij de wet kan Medicare meer onderhandelen met farmaceutische bedrijven over de prijs van medicatie. Dit drukt de prijs zowel voor de burger als voor het Medicare-programma (en dus de overheid). Een andere bron van inkomsten wordt gevormd door een minimumbelasting van 15% voor bedrijven met meer dan 1 miljard aan jaarlijks inkomen.
De wet investeert met subsidies en belastingverminderingen in hernieuwbare energie, kernenergie, maatregelen voor energie-efficiëntie, elektrische auto's, ... Duurzame vervoermiddelen als elektrische fietsen of openbaar vervoer vallen echter uit de boot.

## Impact
De wet vormt de grootste investering in het bestrijden van de klimaatverandering in de Amerikaanse geschiedenis. De federale belastingdienst Internal Revenue Service (IRS) wordt er ook mee gemoderniseerd. Dankzij de wet zou de Amerikaanse CO2-uitstoot in 2030 40% moeten gezakt zijn ten opzichte van 2005.
In tegenstelling tot de naam, draagt de wet niet rechtstreeks of niet noodzakelijk bij aan het verminderen van de inflatie, zo berekende zelfs het Congressional Budget Office. De wet beoogt het aantrekken van investeringen en het terugbrengen van productie naar de Verenigde Staten, met name voor groene investeringen, in plaats van afhankelijk te zijn van andere landen, met name China.
De Europese Unie reageerde bezorgd over de impact van deze aanzienlijke Amerikaanse binnenlandse overheidssteun op de Europese industrie. De wet zou ook in strijd zijn met regels van de Wereldhandelsorganisatie. De Amerikaanse wet vormt (samen met de CHIPS and Science Act van 2022) een meer protectionistische aanpak en draagt zo bij aan de demondialisering.